# باولو ريناتو سوزا
باولو ريناتو سوزا (بالبرتغالية: Paulo Renato Souza‏) هو اقتصادي وسياسي برازيلي، ولد في 10 سبتمبر 1945 في بورتو أليغري في البرازيل، وتوفي في 25 يونيو 2011 في البرازيل بسبب نوبة قلبية. حزبياً، نشط في الحزب الديمقراطي الاجتماعي البرازيلي. وقد انتخب عضو مجلس النواب البرازيلي ‏.